# Ante Brkić
Ante Brkić (Stari Mikanovci, 31. ožujka, 1988.) hrvatski je velemajstor. Šahom se počeo baviti u ŠK Šokadija u rodnim Starim Mikanovcima. Kada je 2007. postao velemajstor bio je prvi hrvatski igrač koji je u tinejdžerskim godinama osvojio tu titulu.
Sedam je puta bio kadetski prvak Hrvatske, bio je treći na kadetskom prvenstvu svijeta, pa prvak je Europe u brzopoteznom šahu do 12 godina, s 15 godina postao je međunarodni majstor i najmlađi je hrvatski velemajstor.
Član je ŠK Vinkovci. Prvak Hrvatske za 2010. godinu.
S FIDE rejtingom 2578 zauzeo je 323. mjesto svjetske ljestvice, a najviši rejting 2606 postigao je u rujnu 2011. godine.